# Caranaíba
Caranaíba is een gemeente in de Braziliaanse deelstaat Minas Gerais. De gemeente telt 3.553 inwoners (schatting 2009).

## Aangrenzende gemeenten
De gemeente grenst aan Capela Nova, Carandaí, Cristiano Otoni en Santana dos Montes.